# Agência Brasil
L'Agência Brasil  (Agence Brésil) est une agence d'informations du gouvernement brésilien, responsable de la production des informations.

## Présentation
Une partie des informations sont transmises par le système Radiobrás qui comprend quatre stations d'émission : une fréquence nationale AM, une fréquence nationale FM, la fréquence nationale de Rio de Janeiro et la fréquence nationale d'Amazonie en plus de deux stations d'émission de télévision : une télévision nationale et une NBr.
Cette organe diffuse ses informations et ses images sous la licence Commons Attribution 2.5.